# Sandra Booker
Sandra Booker (* um 1967; † 14. Juli 2024) war eine US-amerikanische Jazzsängerin, die sich auch als Songwriterin, Autorin und Aktivistin betätigte.

## Leben und Wirken
Booker wuchs in New Orleans auf, wo sie in den frühen 1980er Jahren gemeinsam mit Harry Connick Jr. und Delfeayo Marsalis die Warren Easton High School besuchte. Sie studierte klassischen Gesang bei Bela Berger und Marion Cooper, belegte darauf kurz Jazzgesang bei Mike Campbell. Sie zog nach Los Angeles, wo ihre Stimme in verschiedenen Hörfunk- und Fernsehwerbekampagnen zu hören war, darunter für Coca-Cola und Ralph Lauren. Zwischen 2005 und 2007 erwarb sie schließlich einen Bachelor-Abschluss in Musikethnologie mit Schwerpunkt Jazzstudien an der University of California, Los Angeles. Sie leitete Gesangsworkshops und Meisterkurse an der California State University, Northridge (CSUN), am Thelonious Monk Institute of Jazz, an Schulen im Los Angeles Unified School District (LAUSD) und der Civica Scuole di Musica (Sondrio).
Im Laufe ihrer Karriere trat Booker mit Lalo Schifrin und der WDR Big Band (Jazz Goes to Hollywood, 2000), mit Wynton Marsalis & The Lincoln Center Jazz Orchestra, Billy Higgins, Phil Upchurch, Gerald Wiggins, Patrice Rushen, Dale Fielder, Roberto Miranda, Larry Koonse, Dado Moroni, Phillippe Martel und der Dennis Dreith Band auf.
Unter eigenem Namen hat Booker drei Alben veröffentlicht, Very Early (1995) und When Love Happens: The Loving Day Concert (2011) auf ihrem Label The Booker Group (ehemals Jersey Boy Music). Im Jahr 2015 entstand das Album The Reunion Concert Live from Pasadena Conservatory of Music: Barrett Hall (2023). Das Konzert fand mehrere Monate nach dem sexuellen Missbrauch durch einen Musiker statt, den sie kannte und dem sie vertraute. Ein Jahr nach dem Konzert in Pasadena wurde bei Booker Blasenkrebs diagnostiziert. Im Bereich des Jazz war sie laut Tom Lord zwischen 1994 und 2015 an fünf Aufnahmesessions beteiligt, u. a. auf der Kompilation The Best of Summer Nights at the MOCA (u. a. mit Tamir Hendelman) und mit Jo Marie Payton (Southern Shadows).
Des Weiteren entwickelte Booker Solo-Programme wie „Life without God: Confessions of an Atheist, Black Woman“, das sich mit dem Thema Rasse und Religion auseinandersetzte, und „She Can Be Evil – A Survivor’s Story“, das sich mit sexuellem Missbrauch durch Lebenspartner befasste.
Booker ist die Gründerin des Fonds „Jazz Musicians Against Cancer“, der sich für Musik als Form der Therapie für Krebsüberlebende einsetzt. Sie hat Transgenre Music Nonbinary™ und die Reihe „Artists Spotlight“ für genreübergreifende Kreative geschaffen. Im Jahr 2022 wurde sie die erste afroamerikanische Autorin in „Women In Jazz Media“. Bookers Essay, „The Untethered Tongue: Lifting the Black Feminine Voice in Jazz“, erschien Ende 2022 im Blog der African American Intellectual History Society. Sie veröffentlichte außerdem die Podcast-Folge „Part II: An Unresolved Harmony w/ Sandra Booker“.
Booker starb am 14. Juli 2024 an den Folgen einer Krebserkrankung.

## Diskographische Hinweise
- Very Early (Jersey Boy Music, 1995), mit Bob Sheppard, Frank Collett, Barry Zweig, Andy Simpkins, Paul Kreibich
- Lalo Schifrin: Jazz Goes to Hollywood (Aleph Records, 2000), mit Ernie Watts, Nils Landgren, Wolfgang Haffner, WDR Big Band
- Sandra Booker & Friends: When Love Happens – The Loving Day Concert (bboker Group 2010), u. a. mit Dale Fielder, Tamir Hendelman, Larry Koonse, Miguel Atwood-Ferguson, Ryan Cross
- Sandra Booker & The New Trio: The Reunion Concert (2015), mit Tamir Hendelman, Steve Cotter, Dave Robair, Robert Perkins